# Юбилейная медаль «100 лет Транссибирской магистрали»
Юбиле́йная меда́ль «100 лет Транссиби́рской магистра́ли» — юбилейная медаль Российской Федерации учреждённая Указом Президента Российской Федерации от 27 июня 2001 года № 777 как государственная награда Российской Федерации.
С 7 сентября 2010 года медаль не является государственной наградой Российской Федерации.

## Положение о медали

### Основания для награждения
Юбилейной медалью «100 лет Транссибирской магистрали» награждаются работники железнодорожного транспорта, безупречно проработавшие в отрасли 20 и более лет, а также другие граждане, внесшие значительный вклад в развитие Транссибирской железнодорожной магистрали.

### Правила ношения
Медаль «100 лет Транссибирской магистрали» носится на левой стороне груди и первоначально располагалась после медали Пушкина.

## Описание медали
Юбилейная медаль «100 лет Транссибирской магистрали» серебристого цвета, из нейзильбера, имеет форму круга диаметром 32 мм с выпуклым бортиком с обеих сторон.
На лицевой стороне медали — изображение движущегося вправо локомотива с железнодорожным составом. В верхней части, по центру, — старинная эмблема Сибири (два соболя, поддерживающие корону, лук и стрелы). По окружности медали — надпись: «100 лет Транссибирской магистрали».
На оборотной стороне медали, в центре, — цифры «1901» и «2001», между которыми — изображение перекрещивающихся молотка и гаечного ключа.
Все изображения и цифры на медали рельефные.
Медаль при помощи ушка и кольца соединяется с пятиугольной колодкой, обтянутой шёлковой муаровой лентой из равношироких продольных полос зелёного, черного и серебристого цвета. Ширина ленты — 24 мм.